# Mangold Lajos
Mangold Lajos (Pozsony, 1850. február 28. – Reichenhall, Bajorország, 1912. július 8.) bölcseleti doktor, bibliográfus, történész, főreáliskolai tanár és egyetemi magántanár, Mangold Károly fia.

## Életútja
A gimnáziumot Nagyszombatban és Pozsonyban, az egyetemet 1869-től Bécsben végezte és a történelmi szemináriumnak ösztöndíjas tagja lett. Miután 1873–1874-ben az önkéntesi évet is leszolgálta s a tiszti rangot elnyerte, 1874-ben Bécsben tanári oklevelet nyert. 1875-ben az aradi főgimnáziumhoz került a történelem és földrajz rendes tanárának. 1880-ban helyettes tanár minőségében Budapestre az egyetemhez, 1881-ben pedig a VI. (később V.) kerületi állami főreáliskolához, ahol a történelmet, földrajzot és a német nyelvet tanította. Egyúttal az ókori történet és a keleti népek történetének magántanára az egyetemen. A berlini történeti társulat levelező tagja volt.

## Munkássága
Rendes munkatársa volt 1878-tól 1895-ig a Sybel-féle Historische Zeitschriftnek (évi jelentések a magyar történelmi irodalomról és könyvismertetések); 1882 óta a berlini Jahresberichte der Geschichtswissenschaftnak (1882–1886-ig az angol történeti irodalomról, 1884 óta pedig a magyar történeti irodalomról ír évi jelentést, körülbelül 8700 munkáról), továbbá a Münchenben megjelenő és a Görres-társulat által kiadott Historisches Jahrbuchnak 1886-tól magyarországi referense; a Deutsche Zeitschrift für Geschichtswissenschaftnak 1890-től 1895-ig magyarországi bibliográfusa.
Munkatársa volt még a lipcsei Bibliographischer Anzeigernek, az osztrák Gymnasial-Zeitschriftnek, az Oesterreichische Literaturblattnak (1892) és az Oesterr.-Ungarische Revuenek (1892. A m. történelmi társulat működésének ismertetése); a Századokban 1881-től több könyvismertetést írt és a hazai és hazánkat érdeklő külföldi irodalom és a bibliográfia rovatvezetője volt 1886-tól; a Hadtörténelmi Közleményekben is 1889-től 1895-ig a magyar hadtörténelmi repertórium szerkesztője volt (külön 1890. I. Mátyás király hadi történetének bibliographiája).
A Pallas Nagy Lexikonában az egyetemes történelem szerkesztője s egyik írója. A classikai Real-Lexikon számára számos cikket írt és munkatársa volt a Deutsche Literaturzeitungnak (1900 óta) és a Meyer-féle Lexikonnak (a pótkötetekbe 1898-tól a Magyarország és mellékországairól szóló földrajzi és statisztikai cikkeket írta, az 1901. őszére tervezett új kiadás számára pedig az összes hazai címszavakat dolgozta fel, a szépirodalmi cikkek kivételével). Ezeken kívül átnézte ismételten és részben átdolgozta Ribáry Ferenc Világtörténetét (4. kiadását 1876-tól) és Magyarország történetét (4. kiadását 1883-tól). Ő volt a Tolnai Világtörténelme (Budapest, 1908–1912) egyik szerkesztője is. Szerkesztette a Magyar Mentort. Gymnasiumi és reáliskolai tanuló Zsebnaptárát 1880-1886. tanévekre (I-VI. évf.) Pozsonyban.

### Folyóiratcikkei
Nevezetesebb cikkei az Országos Tanáregyesület Közlönyében (1881-82. A latin nyelv elterjedése a római birodalomban és 1881-1883. könyvism.; 1882-83-ban egyik társszerkesztője volt); a Magyar Tanügyben (1883. Ujabb történelmi kutatások); a Századokban (1885. Ujabb munkák Stuart Máriáról, 1886-1888. könyvism.; 1892. Az ujabb angol történelmi irodalomról).

### Önállóan megjelent könyvei

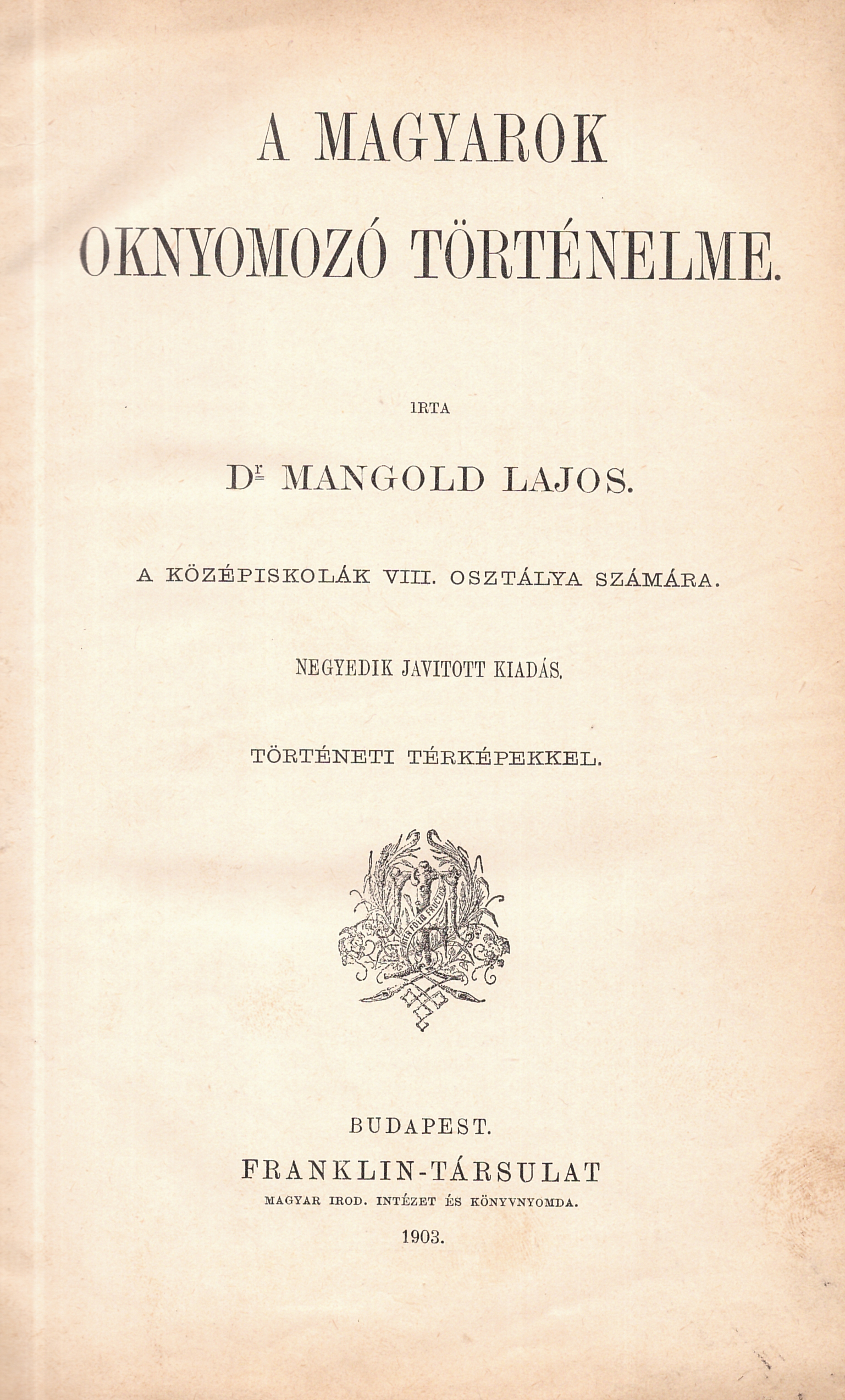
A magyarok oknyomozó történelme (4. kiadás, 1903)

- Világtörténelem. I. Ókor (Müller Dávid nyomán). Budapest, 1878. (2. czímkiadás. Uo. 1886. Ism. Századok 1878., Budapesti Szemle XVIII).
- Világtörténelem középiskolai használatra. Budapest, 1878–79. Három kötet. (2. képekkel és történeti térképekkel teljesen átdolgozott kiadás 1883–1885., 3. kiadás 1889-1892., 4. kiadás 1894–1895. és 1899–1900. Budapest. Ismertette: Országos Középiskolai Tanáregylet Közlönye XI. 1878–1879., XIII. 1879–1880. Olaszra fordították Fest Aladár és társai Fiuméban).
- A legújabb kor története. A franczia forradalomtól napjainkig. A VII. reáliskola használatára. Budapest, 1879. (2. átdolgozott kiadás. Budapest, 1885. Különnyomat a Világtörténelem középiskolák számára c. munkából.)
- A magyarok oknyomozó történelme, tanodai s magánhasználatra. A középtanodák VIII. osztálya számára. Budapest, 1883. (Ismertette: Századok 387. l. 3. kutfői jegyzetekkel és bibliographiával bővített kiadás. Budapest, 1896.)
- VIII. Henrik angol király. Jellemrajz. Budapest, 1883. (Különnyomat a budapesti VI. kerületi főreáliskola Értesítőjéből.)
- A magyarok története középiskolások alsó osztályai és polgári iskolák használatára. Térképekkel és illustrátiókkal. Budapest, 1883. (2. kiadás. 1885., 3. k. 1887., 4. jav. k. 1889. mellékletül Magyarország történeti térképe, rajzolta Helmár Ágost, 5. kiad. 1890. és jav. kiadás 1898. Ugyanott, 6. átdolgozott és bővített kiadás. Ugyanott, 1900. Ismertette: az Országos Tanáregylet Közlönye XIX. 1885-1886. Ruménre ford. Goldis Vazúl. Brassó, 1890. 2. k. 1899.).
- Világtörténelem polgáriskolák és rokon intézetek számára. Budapest, 1885. (Ebből külön-külön kiadás jelent meg a fiú- és leányiskolák számára, 2. teljesen átdolgozott k. 1888., 3. k. 1896. Ugyanott.)